# Universidad Nacional de Economía de Kiev, Vadim Hetman
La Universidad Nacional de Economía de Kiev, Vadim Hetman,(en ucraniano: Київський національний економічний університет імені Вадима Гетьмана) es una universidad nacional autónoma de investigación en Kiev, Ucrania. La universidad fue fundada en 1906 como cursos comerciales superiores.
Su calidad estimada de educación e investigación coloca a la universidad en el tercer lugar en el ranking nacional de universidades (Compass, 2012) en Ucrania. Según uno de los principales rankings universitarios del mundo (Eduniversal, 2015), KNEU ocupó la segunda posición entre las universidades de Ucrania. En 2020, en el mismo ranking, ocupó el tercer lugar entre las universidades ucranianas.
La universidad fue nombrada en honor a Vadym Hetman en 2005. 

## Historia de formación y desarrollo.
- 1906 - Cursos comerciales superiores de Kiev
- 1908 - Instituto Comercial de Kiev
- 1920 - Instituto de Economía Nacional de Kiev (KINE)
- 1934 - Instituto Financiero y Económico de Kiev
- 1960 - Instituto de Economía Nacional de Kiev (KINE)
- 1992 - Universidad Estatal de Economía de Kiev
- 1997 - Universidad Nacional de Economía de Kiev
- 2005 - La Universidad Económica Nacional de Kiev lleva el nombre de Vadym Hetman
- 2010-2014 — Institución estatal de educación superior Universidad Económica Nacional de Kiev nombrada en honor a Vadim Hetman — una universidad de investigación autónoma.

## Información general
La Universidad Económica Nacional de Kiev es la institución educativa económica más grande de Ucrania. Es reconocida en Ucrania y en el mundo como un centro de formación para economistas, gerentes y abogados.
El área de la universidad es de 118.765 m² o 9,4 m² por estudiante. La base del aula incluye audiencias para conferencias, salas para seminarios y talleres, clases de computación y más. La universidad también cuenta con 6709 m² de área de gimnasios y posee un estadio y 6 albergues. El número de estudiantes en la Universidad Económica Nacional de Kiev es de aproximadamente 15.000 alumnos.
La misión de la universidad es hacer una contribución significativa al desarrollo social a través de la investigación, la generación de nuevos conocimientos, su difusión y la formación de profesionales competitivos y personas creativas.
Áreas de actividad:
*Introducción de actividades educativas de alto nivel para obtener educación superior en las especialidades relevantes de acuerdo con el orden estatal y las obligaciones contractuales y promover el empleo de los graduados; 
*Realizar investigaciones utilizando los resultados obtenidos en el proceso educativo, la práctica económica y regulatoria estatal; 
*Selección, formación y certificación de personal científico y científico-pedagógico de la más alta calificación; 
*La preparación de los ingresantes y el trabajo de orientación profesional con ellos, informando a los ingresantes y estudiantes sobre la situación y las tendencias en el mercado laboral; 
*Actividades de formación y reciclaje profesional, educativas y de asesoramiento profesional; - actividades financieras y económicas, productivas y comerciales, editoriales, culturales y artísticas, deportivas y sanitarias; 
*Actividades internacionales para la implementación de programas y proyectos conjuntos educativos, científicos y de otro tipo con socios extranjeros, principalmente en el campo de la integración europea; 
*Formación de la personalidad por medio de educación patriótica, legal, ecológica, afirmación de los participantes del proceso educativo y científico de valores morales, actividad social, posición y responsabilidad cívica, estilo de vida saludable, capacidad de pensar libremente y autoorganizarse en condiciones modernas .

### Programas de licenciatura
- Derecho
- Teoría económica
- Cibernética económica
- Economía Internacional
- Negocios económicos
- Economía del complejo agroindustrial
- Gestión de personal y economía laboral
- Estadísticas aplicadas
- Marketing
- Finanzas y crédito
- Finanzas y crédito – especialización Banca (Crédito)
- Contabilidad en complejo agroindustrial

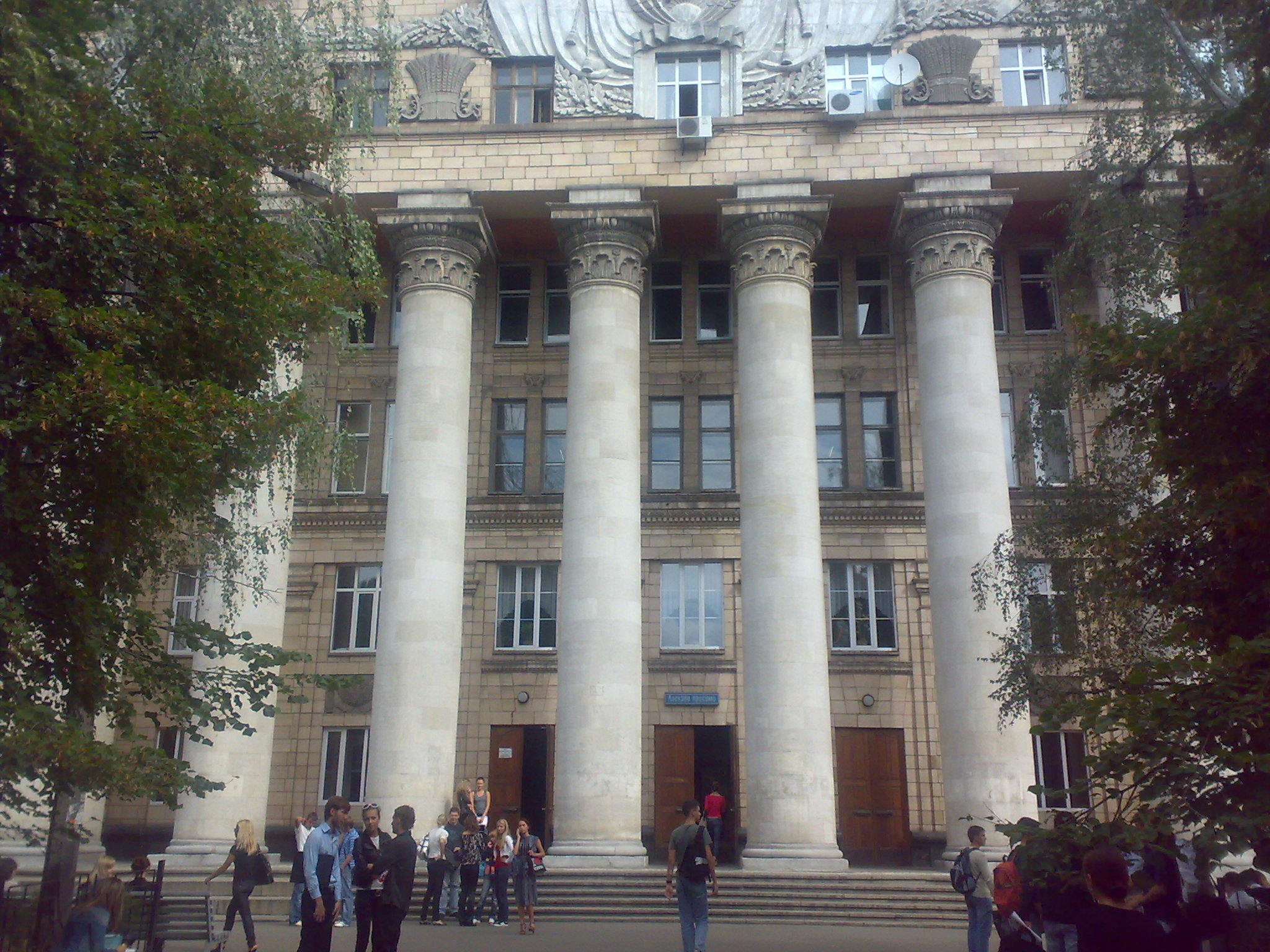
Edificio principal

- Gestión
- Ciencias de la Computación

### Divisiones
- Club Turístico Estudiantil "Skify"
- Centro de formación de maestros.
- Centro de relaciones internacionales
- División de enseñanza de ciudadanos extranjeros
- Departamento de ciencias y estudios de posgrado
- Instituto ucraniano de desarrollo del mercado de valores
- Departamento educativo y metódico
- Instituto de educación superior
- Organización sindical primaria de estudiantes y estudiantes de posgrado
- Consejo académico estudiantil
- Comunidad de estudiantes científicos
- Centro de empleo para estudiantes “Perspectiva”
- Biblioteca
- Editorial
- Polideportivo “Economista”
- Centro de cultura y artes
- Campus
- Clínica de medicina preventiva

### Organizaciones y programas internacionales
La Universidad Nacional de Economía de Kiev es miembro de las siguientes organizaciones y programas internacionales:
- EDAMBA –«European Doctoral Programmes Association in Management and Business Administration».
- EPLO-«European Public Law Organization».
- EFMD –«European Foundation for Management Development».
- BSUN –«Black Sea Universities Network».
- TEMPO –«Trans-European Mobility Programme for University Studies».
- RSA-«Regional Studies Association». Archivado desde el original el 19 de diciembre de 2008. Archivado desde el original Archivado el 19 de diciembre de 2008 en Wayback Machine. el 19 de diciembre de 2008.
- EAC-«European Arbitration Chamber».
- CES -«Council for European Studies at Columbia University».
- Liga de Estudiantes del Colegio de Abogados de Ucrania -«UBA Students League».

## Campus y edificios
- Edificio principal de KNEU
- Edificio # 2, 3, 5, 6, 7 de KNEU
- Biblioteca
- Dormitorios: I, II, III, IV, V, VI
- Complejo Deportivo “Economista”
- Editorial
- Clínica de medicina preventiva

## institutos y facultades

### Institutos
- Instituto educativo y de investigación del desarrollo económico (1997)
- Instituto ucraniano de desarrollo del mercado de valores (1997)
- Instituto de educación superior (2009)
- Instituto de control financiero (2009)
- Instituto de investigaciones enciclopédicas en economía (2009)
- Instituto de política económica global (2009)
- Instituto de Relaciones Crediticias (2009)
- Instituto franco-ucraniano de gestión (2010)
- Instituto de economía y gestión del complejo agroindustrial (2010)
- Instituto de Investigaciones Financieras y Económicas (2010)
- Instituto de modelado y sistemas de información en economía (2010)
- Instituto de contabilidad (2010)
- Instituto de Relaciones Socioeconómicas (2010)
- Instituto de investigaciones jurídicas y trabajos de proyectos de derecho (2010)
- Instituto de marketing (2011)
- Instituto de emprendimiento innovador (2011)

### Facultades
- Economía y Gestión (1945)
- Economía y Gestión Internacional (1992)
- Ley (1993)
- Gestión de Personal y Marketing (1965)
- Contabilidad (1959)
- Economía de la Industria Agroindustrial (1945)
- Finanzas (1906)
- Acreditación (2003)
- Sistemas y tecnología de la información (1964)

### Estudios superiores
- Facultad de Economía y Gestión KNEU
- Facultad de Economía KNEU en Kiev
- Facultad KNEU de Sistemas y Tecnologías de la Información de Kiev
- Simferopol Colegio de KNEU
- Facultad de Economía Romensky de KNEU

## Rankings nacionales

### Rankings nacionales
- Compass-2012 Ranking de universidades ucranianas:
  - en Clasificación General – 3er lugar;
  - en un Ranking por Materia «Business & Economics» – 2° lugar;
  - en un Ranking de Universidades en la Región Central de Ucrania – 3er lugar;
- Clasificación universitaria «TOP-200 Ucrania», 2011/2012:
  - en el Ranking General – 10° lugar;
  - entre universidades económicas – 1er lugar;
- Ranking del diario «Comentarios» - Ranking de egresados de las Universidades más buscadas en el mercado, 2012. – 3er lugar;
- Ranking Universitario de la revista «Dengi» (Dinero), 2012 :
  - Ranking en «Economía» – 2° lugar;
  - Ranking en «Derecho» – 6° lugar;

### Rankings internacionales
- Ranking Eduniversal - «3 Palmas – EXCELENTES Escuelas de Negocios con fuerza nacional y/o con vínculos continentales»;
- Ranking Eduniversal Best Masters Europa del Este:
  - Gerencia de Sistemas de Información (Maestría en Gerencia de Sistemas de Información) - 4.º lugar;
  - Ingeniería y Gestión de Proyectos (Maestría en Gestión y Consultoría de Proyectos) – 6° lugar;
  - Contabilidad y Auditoría (Maestría en Contabilidad y Auditoría en Gestión de Empresas Comerciales) – 7° lugar;
  - Administración/Gestión Pública (Maestría en Servicio Público) - 7° lugar;
  - Dirección General (Maestría en Dirección de Empresas) – 9° lugar;
  - Marketing (Maestría en Dirección de Marketing) - 9° lugar;
  - Gestión Internacional (Maestría en Gestión de Negocios Internacionales) – 19° lugar;
  - Finanzas Corporativas (Maestría en Dirección Financiera) – 20° lugar;
  - Seguros (Maestría en Gestión de Seguros) - 47° lugar;

## Exalumnos notables
- Volodymyr Zelenskyy, sexto presidente de Ucrania
- Victoria Spartz (de soltera Вікторія Кульгейко ), empresaria estadounidense que es miembro de la Cámara de Representantes de los Estados Unidos